# サラミ法
サラミ法（サラミほう）は、不正行為が発覚しない程度に少量ずつの金銭や物品を窃取する行為のことである。
サラミソーセージを丸ごと1本盗んだ場合にはすぐに発覚するが、たくさんあるサラミソーセージから少しずつスライスして合計1本分を盗んだ場合にはなかなか発覚しないことから名づけられた。

## サラミ法の例
銀行預金の利息を着服する
預金の利息計算時には必ず1円未満の端数が生じる。この端数は微々たるものであるが、全ての口座から端数を集めれば大金になる。
実際に1960年代後半、アメリカ・ニューヨークの銀行で、プログラムに細工をして1セント未満の端数処理を四捨五入からすべて切り捨てに変更し、切り捨てられた端数を自分の口座に振り込ませるように改竄する事件があった。
このことから、勘定系のシステムを設計・構築する際には、1円未満の端数を常に考慮し、丸め処理を行う際には細心の注意を払う必要がある。
他人の口座から毎月1万円程度を不正に引き出す
スキミングなどの不正な手段によって他人のキャッシュカードのコピーを手にした人間が、1ヶ月あたり1万円 - 2万円以下の額を不正に引き出していたとする。
その口座の持ち主が給料日などに1ヶ月分の生活費を引き出して手元で管理している場合には不正が発覚しやすいが、もし持ち主が、財布の中の現金がなくなる都度口座から引き出していた場合には、自分が引き出したものと思い込み、不正はなかなか発覚しにくい。
このようにして他の口座からも小額ずつ引き出していけば、犯人は毎月多額の現金を手にすることになる。

## 本行為が登場するフィクション
「銀行預金の利息の着服」を取り上げた作品には、『スーパーマンIII/電子の要塞』(1983)、『攻殻機動隊 S.A.C. 2nd GIG』(2004-2005)や『太陽にほえろ!』などがある。多数の銀行口座から少額ずつを窃取する手法を取り上げた作品には、映画『カオス』(2006)などがある。